# 동동악극단
동동악극단은 2019년에 결성된 혼성 가수 퍼포먼스 그룹이다. 1990년대 대한민국 에로영화 전성기를 이끌었던 젖소부인 바람났네5 주연배우인 정세희가 가수데뷔, 꼽니,틉,오빤믿지 인기 가수로 활동중, 가수 동동은 못난이 불루스,밤기차를 발표하고 활동하다가 의기 투합하여, 2019년도에 동동악극단 포퍼먼스그룹을 결성하여 현재까지 활동중이며, 대한민국 행사섭외 년 300~500회를 하고있는 섭외 1순위 퍼포먼스그룹이다.

## 멤버
- 배우&가수 정세희
- 가수 동동

## 경력
- 2019 그룹 결성 (동동악극단)
- 2019 안중근 홍보대사
- 2019 춘천시 홍보대사
- 2020 아시아도그피플 홍보대사
- 2020 한국언론인클럽 홍보대사

## 앨범
- 정세희
- 2006년 DJ 처리와 함께 아자아자
- 2020년 GBS-TV 라이브 오리지널
- 2021년 GBS-TV 트롯 라이브 대찬치
- 동동
- 2019년 못난 블루스, 밤기차이

## 수상
- 2019년 제25회 대한민국연예발전 공로상
- 2020년 대한민국 문화예술대상
- 2020년 영화 배우부분 공로상
- 2020년 시사연합신문 재능 봉사부분 대상사

## 방송
- 2019년 KBS, MBC, SBS, OBS,복지TV,실버TV
- 2020년 아이넷TV, 가요TV등 다수
- 2020년 KBS 리포터, 전국라디오 방송

## 영화
- 1996년  젖소부인바람났네5 주연 외 성인영화 주연 30 여편
- 2005년  대한민국 헌법제1조 및 400여편의 조연

## 광고
- 2009년  홈쇼핑 다수 출 및 매르꼴레디 패션모델
- 2020년  베리안 전속모델 & 홍보대사

## 축제 행사 공연
- 2009년  KBS 천하장사 씨름대회 3년 연속공연
- 2020년  경주세계문 엑스포 포퍼먼스공연
- 2020년  삼성동 코엑스 포퍼먼스 외년 300~500회